# Nicole Johnson
Nicole Anne „Nikki“ Johnson (* 26. Juni 1975 in Niagara Falls) ist eine ehemalige kanadische Basketballspielerin.

## Laufbahn
Johnson, eine 1,80 Meter messende Flügelspielerin, war von 1994 bis 1998 Mitglied der kanadischen Simon Fraser University, mit der sie am Wettkampfbetrieb der US-Hochschulliga NAIA teilnahm. Sie kam in dieser Zeit auf einen Punkteschnitt von 17 je Begegnung und verbuchte zudem im Mittel sieben Rebounds pro Partie. Sie gehörte 97/98 zum Aufgebot, das erstmals in der Geschichte der Simon Fraser University unter die besten Vier in der NAIA vorstieß. 2018 wurde Johnson in die Ruhmeshalle der in Burnaby (Provinz British Columbia) gelegenen Hochschule aufgenommen.
Johnson wechselte ins Profilager und unterschrieb im Vorfeld des Spieljahres 1998/99 einen Vertrag beim deutschen Bundesligisten BC Marburg. Sie wurde 1999 und 2001 mit Marburg Dritte der deutschen Meisterschaft.
Im Anschluss an die Saison 2001/02 schloss sie sich der BG Dorsten an. Mit Dorsten erreichte sie 2003 den dritten Rang in der deutschen Meisterschaft, erreichte das Endspiel im deutschen Pokalwettbewerb (dort verlor man wie im Meisterschaftshalbfinale gegen Marburg), sie wurde unter die fünf besten Spielerinnen der Damen-Bundesliga des Spieljahres 2002/03 gewählt. In der Saison 2003/04 wurde Johnson mit Dorsten deutsche Vizemeisterin und gewann den Pokalwettbewerb, sie wurde abermals in die Mannschaft des Jahres der Bundesliga-Saison gewählt. 2005 erreichte sie mit Dorsten den dritten Platz in der Meisterschaft, 2006 und 2007 wurde sie mit der BG jeweils deutsche Vizemeisterin. Mit Dorsten spielte Johnson zwischen 2002 und 2007 durchgängig auch in europäischen Vereinswettbewerben, zunächst im FIBA Europe Cup, dann im EuroCup. Im Anschluss an die Saison 2006/07 beendete sie ihre Spielerkarriere und war in der Folge als Individualtrainerin beim BC Marburg sowie als Fitnesstrainerin tätig.
Ab 2008 war Johnson Co-Trainerin von Julia Gajewski beim Bundesligisten NB Oberhausen und kam in der Saison 2008/09 teils auch als Spielerin zum Einsatz. Zudem arbeitete sie bei NBO als Trainerin im Nachwuchsbereich. Des Weiteren war Johnson zeitweilig Co-Trainerin der deutschen U18-Nationalmannschaft der Mädchen. Sie verließ Oberhausen im Juli 2011 und zog mit ihrem Mann nach Hessen, da dieser dort eine Lehrerstelle antrat. Johnson wurde als Trainerin am Basketball-Teil- und Vollzeitinternat Grünberg, der Partnerschule des Internats (Theo-Koch-Schule) und beim TSV Grünberg tätig. In der Saison 2011/12 stand sie beim Zweitligisten Bender Baskets Grünberg zeitweilig wieder als Spielerin auf dem Feld. Im Sommer 2014 war sie zusätzlich Co-Trainerin der deutschen Damen-Nationalmannschaft.

### Nationalmannschaft
Johnson nahm mit der kanadischen Nationalmannschaft an den Olympischen Sommerspielen 2000, der Amerikameisterschaft 2005 und der Weltmeisterschaft 2006 teil.